# Alex Karev
Alexander "Alex" Michael Karev è stato un personaggio della serie televisiva Grey's Anatomy, interpretato da Justin Chambers.

## Il suo ruolo in Grey's Anatomy
Alex è un ex wrestler, studente attraente di medicina della University of Iowa. Ha sempre voluto essere un chirurgo plastico di successo e in seguito cercherà l'aiuto di Mark Sloan, anche se nella sesta e settima stagione inizia a considerare l'idea di specializzarsi in chirurgia pediatrica diventando, alla fine dell'ottava stagione, un chirurgo pediatrico. Nella quinta stagione si sposa con la sua collega Isobel Stevens, da cui poi divorzierà dopo la fine della sua malattia, nella sesta stagione. Dalla fine della nona stagione si fidanza con la specializzanda Jo Wilson, e alla fine dell'undicesima stagione vanno a vivere insieme. Nella dodicesima stagiona Alex e Jo parlano di avere figli ma lei non crede sia ancora il momento.
Alex chiede a Jo di sposarlo e lei, rimandando la risposta, lo porta all'esasperazione ed al momento in cui lui per l'ultima volta le farà la proposta e lei dirà di non poterlo sposare senza però rivelargli il motivo. La Wilson disperata si reca in un bar dove ubriacandosi rivela ad una matricola, De Luca, il suo segreto ovvero quello che è già sposata con un uomo dal quale è scappata e Alex finirà per fraintendere una situazione e prendere a pugni pesantemente la matricola.
Andrà in prigione, in seguito scagionato in attesa del processo. Nel frattempo la punizione lavorativa sarà quella di lavorare nell'ambulatorio Denny Duquette. Alex dopo aver lavorato nel poliambulatorio ritorna ad essere primario di pediatria e nel finale della tredicesima stagione va a cercare il marito di Jo con l'intenzione di picchiarlo, cosa che poi non accade. All'inizio della quattordicesima stagione Alex dice a Jo di essere andato a trovare suo marito e le dice anche che lui non le farebbe mai del male, quindi ritornano insieme e decidono di sposarsi. il matrimonio avviene nel finale della quattordicesima stagione e all'inizio della quindicesima Alex è nominato capo temporaneo di tutto il reparto di chirurgia dalla Bailey. A metà della sedicesima stagione Alex, in seguito ad aver scoperto di avere due bambini con Izzie Stevens, lascia Jo, il Grey-Sloane e Seattle per andare a stare con lei in una fattoria del Kansas.

## Storia del personaggio

### Prima stagione
Dalla sua prima apparizione, dà di sé una pessima impressione, ad esempio dando a George O'Malley (T.R. Knight) il soprannome di 007 o deridendo la sua collega Izzie Stevens (Katherine Heigl) per essere stata modella di biancheria intima. Successivamente, rivelerà proprio a lei che suo padre era un eroinomane che picchiava la madre. Alex è diventato wrestler per difendere la donna e ha studiato medicina grazie ad una borsa di studio per meriti sportivi. Alla fine della prima stagione, George contrae la sifilide da Alex, attraverso l'infermiera Olivia Harper, causando gravi dissapori tra i due.

### Seconda stagione
Nella seconda stagione, Alex chiede a Izzie di uscire con lui, ma è preso dallo sconforto per aver fallito i suoi esami. La cena è un disastro e Izzie glielo fa notare e chiedendogli che cosa lo preoccupa, ma lui le risponde che è stato bene. Successivamente, durante un'emergenza dentro un ascensore, il dottor Burke porge ad Alex il bisturi per operare il paziente poliziotto, ma si blocca e George interviene al suo posto. La relazione con Izzie è rovinata ancora quando, in seguito a dei problemi di erezione mentre sono insieme, la ragazza trova Alex a letto con Olivia. Ridà i suoi esami, aiutato nello studio da Meredith, Cristina e George che fingono di essere dei pazienti e successivamente anche da Izzie, che scoprendo che i suoi amici avevano aiutato Alex a studiare si era arrabbiata. Alex e Izzie hanno un riavvicinamento a causa della paura per un'emergenza bomba in ospedale, ma ancora una volta interrompono la loro relazione quando Izzie si innamora di Denny Duquette, un paziente che poi morirà alla fine della seconda stagione per problemi di cuore.

### Terza stagione
È il primo dei tirocinanti a decidere la sua specializzazione: chirurgia plastica. Inizialmente la scelta sembra dettata unicamente dalla superficialità del "ragazzo della confraternita" ma la vera ragione sta nella convinzione che i pazienti di chirurgia plastica "ti assumono per rimediare al dolore che gli è stato inflitto". Questo è il lato sensibile che cerca continuamente di nascondere, adottando un atteggiamento da galletto per relazionarsi agli altri.
Alex passa un periodo di lavoro agli ordini della chirurgo neonatale Addison Montgomery (Kate Walsh) ma quando finalmente è lasciato libero di andare a lavorare col chirurgo plastico Mark Sloan (Eric Dane), decide di ritornare da Addison. La donna è attratta da Alex e i due condividono un bacio e un'avventura, ma Alex rifiuta ogni sua altra successiva avance dicendo di non voler essere l'ennesimo specializzando che va a letto con uno strutturato.
A seguito dello scontro tra due traghetti, Alex salva una donna incinta da sotto un pilone caduto. La donna soffre di amnesia e Alex l'aiuta a ricordare e a ricostruirsi un'identità, dandole il nome Ava. Dopo il parto, ritrova la memoria ma lo tiene nascosto ad Alex. Solo sotto la sua insistente pressione, rivela di essere Rebecca Pope e quando il marito arriva in ospedale per portarla via, lei chiede ad Alex di darle una ragione per restare, ma lui, sentendosi inadeguato per lei, rifiuta. Solo quando Addison gli consiglia di ripensarci, lui torna, ma Rebecca è già stata dimessa.

### Quarta stagione
Rebecca torna nella quarta stagione e lei e Alex finiscono a letto insieme. Alex nel frattempo ha una breve relazione con una giovane specializzanda, Lexie Grey (Chyler Leigh), ma decide di stare con Rebecca quando lei gli confessa di essere incinta. Izzie scopre che la gravidanza della donna non è reale, ma Alex non vuole darle ascolto e si prende cura di lei, sino a che Rebecca tenta di tagliarsi le vene e Izzie riesce a convincere Alex che la donna ha bisogno di un aiuto psichiatrico. Alex scopre che il marito di Rebecca l'ha abbandonata portandosi via la figlia ed è per questo che lei è impazzita. Alex crolla tra le braccia di Izzie e i due finiscono per baciarsi.

### Quinta stagione
Dopo la partenza di Rebecca, Alex e Izzie intraprendono una nuova relazione ma la ragazza inizia ad avere delle allucinazioni visive su Denny e solo successivamente scopre di avere un melanoma metastatico al quarto stadio con solo il 5% di probabilità di sopravvivenza. Alex è scioccato dalla notizia, ma trova il coraggio per starle accanto. Izzie pianifica il matrimonio di Meredith e Derek, ma quando Derek scopre che Izzie ha un tumore inoperabile al cervello, i due cedono il loro matrimonio a Izzie e Alex, che si sposano di fronte a tutti i loro amici nel ventiduesimo episodio della quinta stagione. Alla fine della quinta stagione Izzie ha un arresto a causa dei reni in braccio ad Alex che cerca in tutti i modi con Cristina, il capo e la Bailey, di aiutarla anche se la ragazza aveva firmato il consenso al DNR: non voleva l'accanimento terapeutico e non voleva diventare un vegetale.

### Sesta stagione
Nella sesta stagione Izzie commette un grave errore di diagnosi e prassi e viene licenziata. Incolpando Alex del suo licenziamento, la donna parte e fa perdere ogni traccia di sé anche al marito, che si preoccupa enormemente per lei e la sua salute. Izzie, infatti, non si presenta a nessuna delle proprie visite di controllo. Nonostante le timide avances della dottoressa Reed, che capisce che Alex nasconde un animo sensibile dietro al maschera da duro e indisponente, lui continua a pensare a Izzie. La ragazza torna ma continua ad incolparlo del proprio licenziamento, e solo dopo tenta di ricostruire il loro matrimonio. Alex però, nonostante l'ami ancora, le dice di non voler più portare avanti una relazione così instabile, in cui lei non fa che sfuggirgli più o meno volontariamente. Quando lei era andata di nuovo via, inoltre, lui l'aveva anche tradita con Lexie. Alex ed Izzie decidono di divorziare - in corrispondenza con l'uscita di Katherine Heigl dal cast.
Quando Alex dice a Meredith che sta per firmare le carte del divorzio Lexie gli fa le congratulazioni e se ne va, allora Meredith gli spiega che Lexie ci tiene a lui, quindi o porta la loro relazione ad un livello successivo o la chiude subito.
Alla sera dopo aver firmato le carte, Alex bacia Lexie e fa intuire che ha portato la relazione ad un livello successivo. I due vanno a casa insieme mano nella mano. Ma Lexie si dimostra ancora gelosa di Mark, il suo ex, quando sa della sua relazione con Teddy Altman. Successivamente Lexie scopre che Mark l'ama ancora, tanto da proporle di sposarlo, ma Lexie decide di dare una possibilità alla sua storia con Alex. Nelle ultime due puntate Alex viene ferito con un'arma da fuoco e Lexie e Mark lo salvano, ma mentre lui è in stato di semincoscienza scambia Lexie per Izzie, dicendole di non abbandonarlo più. Sebbene sia scossa, Lexie si finge Izzie e gli dice che lo ama ancora. La loro storia, tuttavia, finisce alla fine della stagione.

### Settima stagione
Dopo la sparatoria Alex ha problemi ad utilizzare l'ascensore, e viene aiutato dal capo Webber. Inizia un certo feeling con April Kepner, con la quale per poco non finisce a letto. Durante la stagione torna in Iowa per aiutare il fratello e curarlo, e si applica nel campo della chirurgia pediatrica, impegnandosi molto nella corsa a specializzando capo. Proprio per raggiungere questo obiettivo organizza l'arrivo di diversi bambini malati dall'Africa, per essere curati in ospedale. Tra questi ci sarà anche la bambina che sarà adottata da Derek e Meredith. Inizia anche una relazione con la ginecologa Lucy Fields, che, quando Arizona gli proporrà di andare nella clinica in Africa da lei lasciata, gli prenderà il posto, rovinando il rapporto. Nelle ultime puntate si incrina anche il rapporto con Meredith: infatti Alex, ubriaco, la tradisce dicendo a Hunt che lei ha manomesso la ricerca sull'Alzheimer che stava conducendo con Derek, per aiutare la moglie del dott. Webber. Proprio per questo Hunt non lo sceglierà come specializzando capo, perché aver tradito una persona amata da tutti come Meredith lo mette in una posizione scomoda e rischia di perdere la stima e il rispetto dei colleghi, cosa essenziale per uno specializzando capo: Il posto da specializzando capo viene dato a April Kepner.

### Ottava stagione
L'ottava stagione inizia con Alex odiato da tutti per aver messo in cattiva luce Meredith. Anche Cristina non gli vuole più parlare e, anzi, prova addirittura a picchiarlo. Così Alex si rende conto che loro due sono la sua vera famiglia e chiede loro scusa. Una volta ottenuto il perdono di entrambe le sue amiche, ricomincia a darsi da fare in pediatria, ottenendo bei risultati ed elogi da parte della Robbins. Si affezionerà molto alla sua specializzanda incinta, Morgan, poiché dovrà curare il suo bambino nato prematuro. Morgan viene lasciata dal ragazzo e in questo periodo Alex le sta molto vicino, così lei si innamora di lui, anche se Alex non ricambia. Difatti, chiederà alla Robbins di trasferirlo in un altro settore per un po', anche se la Robbins rifiuta. Tommy, il bambino di Morgan morirà poco dopo. In seguito, deve scegliere in che ospedale continuare la sua carriera e sceglie la Hopkins, il miglior ospedale pediatrico, ma questo scatena l'ira di Arizona che non vuole farlo partire per l'operazione delle gemelle a Boise. che non avverrà mai a causa dell'incidente aereo.

### Nona stagione
All'inizio della nona stagione, Alex deve fare i conti con la pessima fama che si è fatto in ospedale andando a letto con quasi tutte le specializzande del primo anno, e con i sensi di colpa dovuti all'incidente aereo che ha causato ad Arizona la perdita di una gamba. Dopo un po' di tempo, riallacciati i rapporti con l'ormai ex-mentore, Alex stringe una strana amicizia con la specializzanda Jo Wilson, a cui è molto vicino avendo entrambi un passato difficile, e alla quale si dichiarerà nel finale di stagione, dopo averla difesa dal suo ragazzo violento, lo specializzando Jason Myers.

### Decima stagione
Alex rivede suo padre, Jimmy Evans, dopo tanti anni quando viene ricoverato in ospedale e aiutato da Jo Wilson; morirà, in seguito, a causa dello specializzando Shane Ross. Nel frattempo Alex continua la sua relazione con Jo, con la quale abita a casa di Meredith insieme ad altri colleghi. Durante il matrimonio della Kepner chiede a Jo di sposarlo, la quale per un fraintendimento prima accetta poi rifiuta perché ritiene sia ancora presto. Durante la stagione, Alex riceve e accetta una proposta di lavoro in una clinica privata, che poi lascia dietro consiglio di Cristina, la quale dopo la sua partenza gli lascia le sue azioni del Grey Sloan Memorial Hospital.

### Undicesima stagione
Alex, dopo aver ricevuto le azioni di Cristina, tenta di ottenere un posto nel consiglio dell'ospedale, ma questo andrà a Miranda Bailey. Nel corso della stagione Alex confessa ad Arizona di essere stato lui ad amputarle la gamba. Dopo la morte di Derek, Alex sta molto vicino a Meredith e dopo la sua partenza viene chiamato come suo contatto d'emergenza quando lei partorirà la sua bambina. Dopo un anno dalla morte di Derek, Meredith cerca di ritornare alla sua solita vita e per questo chiede ad Alex di poter tornare ad abitare a casa sua. Alex litiga con Jo che non vuole vivere con Meredith e i bambini, ma vuole un posto solo per loro e così comprerà un loft per lei ed Alex, dove andranno ad abitare insieme.

### Dodicesima stagione
Alex continua la sua relazione e la convivenza con la specializzanda Jo Wilson e sta vicino a Meredith Grey dopo la morte di Derek. Nel primo episodio Alex racconta a Jo che da piccolo era molto grasso e veniva preso in giro, proprio per questo motivo iniziò poi a fare movimento e a dare una svolta alla sua vita. Durante una discussione con Jo, Alex le chiede di sposarlo ma Jo rifiuta. Poco dopo Meredith verrà aggredita da un paziente e Alex sarà costretto a prendersi cura di lei, allontanandosi da Jo, per poi ritornare quando Meredith si sentirà meglio. Nonostante Jo abbia rifiutato la proposta senza un vero motivo, i due continuano la storia finché Alex richiede una seconda volta a Jo di sposarlo e lei rifiuta nuovamente. Alex va via di casa, lasciando Jo perché lui si sente pronto a sposarsi e ad avere una famiglia. Durante il matrimonio di Amelia e Owen, Jo è ubriaca in un bar e tornando a casa insieme allo specializzando De Luca, gli dice che non può sposare Alex perché è già sposata: ha sposato un uomo violento ed è stata costretta a scappare, cambiando anche nome, per salvarsi la vita. Nel frattempo Alex ripensa alla litigata con Jo e torna a casa per darle un'altra possibilità, ma trovando Jo e De Luca a letto insieme, perde il controllo e inizia a picchiare lo specializzando.

### Tredicesima stagione
Alex decide di consegnarsi alla polizia per aver messo a rischio la vita di De Luca, verrà poi rilasciato in attesa del processo. La Bailey gli vieta di operare e lo relega al ruolo di medico all'ambulatorio dedicato a Denny Douquette. Jo inoltre lo lascia pensando che sia una persona violenta, così Alex andrà a vivere a casa di Meredith. Decide di accettare il patteggiamento quando scopre che Jo dovrà testimoniare e suo marito l'avrebbe potuta trovare. Così, Alex capisce perché Jo non poteva sposarlo. De Luca poi ritira la denuncia, sapendo che Jo avrebbe ancora sofferto se Alex fosse stato arrestato. Karev spera di tornare con Jo ma la donna lo evita avendo paura di lui. La Bailey darà poi a Karev il permesso di tornare ad operare. Alex decide di cercare il marito di Jo, il dottor Paul Stadler ma finisce per non parlarci.

### Quattordicesima stagione
Nella 14ª stagione l'ex marito di Jo, Paul Stadler, la trova e insieme alla nuova fidanzata le chiedono di firmare le carte per il divorzio, così che questi possano sposarsi. Jo capisce che l'ex marito però è ancora violento e cerca di convincere la nuova fidanzata a lasciarlo. Paul verrà poi investito e morirà; in un primo momento si pensa siano stati Alex e Jo, ma il vero colpevole si costituisce e Jo è finalmente libera di fidanzarsi con Alex. Alla fine della stagione i due si sposano su un ferryboat e la cerimonia viene officiata da Meredith.

### Quindicesima stagione
Alex viene nominato capo ad interim quando Miranda decide di prendersi un anno sabbatico dal ruolo di primario. Nonostante qualche intoppo iniziale, se la caverà alla grande. Nel quindicesimo episodio della stagione Helen Karev arriva a Seattle. Alex teme che sua madre abbia avuto un crollo psicotico e dopo un po’ decide di riportarla a casa sua in Iowa. Verso la fine della stagione Jo scopre di essere il frutto di uno stupro e cade in una profonda depressione, iniziando a bere anche sul posto di lavoro. Alex cerca di aiutare la moglie, che però gli impedisce di avvicinarsi. Solo grazie all'intervento di Meredith, Jo confiderà al marito il segreto sulle sue origini e tra i due torna il sereno. Nel finale di stagione Alex viene licenziato dal Grey Sloan per esser stato complice di Meredith nella frode assicurativa commessa per poter aiutare una bambina messicana senza copertura assicurativa. Inoltre Jo viene ricoverata in psichiatria per poter guarire dalla sua depressione, lasciando il marito da solo.

### Sedicesima stagione
Richard Webber propone ad Alex di diventare il primario del Pac-North, un ospedale di pessimo livello a Seattle. Il progetto dei due è quello di ridare prestigio alla struttura attraverso tutta una serie di trasformazioni. Nel frattempo Jo è in cura e dà ad Alex la possibilità di lasciarla, in quanto il loro matrimonio non è neanche effettivo poiché non hanno mai spedito i documenti del loro matrimonio al Municipio. Alex è spaventato per i trascorsi avuti con sua madre, Rebecca ed Izzie. Nonostante tutto però non lascerà Jo. Anzi quando lei uscirà dalla clinica riabilitativa, Alex le ribadirà il suo amore e le chiederà di sposarlo (di nuovo). Nel sesto episodio la sera di Halloween, Jo ed Alex vanno in municipio e si sposano ufficialmente. Nell'ottavo episodio Alex contatta alcuni ex-pazienti di Meredith affinché testimonino a suo favore e legge una lettera di Cristina Yang indirizzata alla Commissione Medica affinché la Grey non perda la sua licenza medica. Nel nono episodio sappiamo da Jo che Alex si trova in Iowa a prendersi cura della madre malata.
Nell'episodio 16, si scopre che questa è solamente una scusa, infatti Alex dopo il processo di Meredith è rientrato in contatto con Izzie e ha scoperto di essere il padre di due gemelli, avuti grazie agli ovuli fecondati e congelati durante la malattia. Sulla base di questi fatti, Alex decide di lasciare Jo e Seattle, per trasferirsi in Kansas e fare da padre ai due bambini, vivendo assieme a Izzie.